# Iridomyrmex dromus
Iridomyrmex dromus is een mierensoort uit de onderfamilie van de Dolichoderinae. De wetenschappelijke naam van de soort is voor het eerst geldig gepubliceerd in 1938 door Clark.